# Céline Delavaux
Céline Delavaux, née le 9 août 1972 à Châteauroux, est écrivaine, essayiste, collaboratrice de revues artistiques et culturelles. Elle est actuellement la rédactrice en chef adjointe de Grande Galerie, le Journal du Louvre. Docteur en littérature française, elle a consacré sa thèse aux écrits de Jean Dubuffet et au concept d'art brut. Elle est cofondatrice du CrAB (Collectif de réflexion autour de l'art brut).

## Publications

### Essais
- Les Procès de l'art. Petites histoires de l'art et grandes affaires de droit, avec Marie-Hélène Vignes, Paris, Palette, 2013[2], 352 p. Prix du Palais littéraire et musical 2017 décerné par l'Ordre des avocats de la Cour de Paris.
- L'Art brut, un fantasme de peintre[3],[4],[5],[6],[7],[8], Paris, Flammarion, collection Champs arts, 2018, 416 p. (Nouvelle édition de L'Art brut, un fantasme de peintre. Jean Dubuffet et les enjeux d'un discours, 2010).
- L'Art brut. Le guide, Paris, Flammarion, collection dirigée par Elisabeth Couturier, 2019, 224 p[9].
- La Voix des femmes. Ces grands discours qui ont marqué l'histoire, préface de Christiane Taubira, Paris, La Martinière, 2019, 192 p[10],[11]. (Nouvelle édition en poche: Les Grands discours de femmes qui ont changé l'histoire, Paris, J'ai lu, 2021, 281 p.)
- Stranger than kindness. Cédric Laplace, Eugène Lambourdière dit Maurice, Yves Maillochon, Paris, Galerie du Moineau écarlate, 2020.
- Ernesto Riveiro, avec Mercedes Casanegra et Philippe Cyroulnik, Paris, Skira, 2020. Monographie trilingue (français, anglais, espagnol).

### Livres d'art
- Le Musée impossible, Bruxelles, Renaissance du livre, 2012[12],[13],[14], 192 p. Publié en anglais et en allemand aux éditions Prestel[15],[16].
- Le Musée des illusions, Bruxelles, Renaissance du livre, 2012, 186 p. Publié en anglais et en allemand aux éditions Prestel.
- Il était une fois l'art brut… Fictions des origines de l'art, avec Déborah Couette et Tatiana Veress, catalogue d'exposition, Bruxelles, Art & Marges Musée, 2014.
- Comment parler d'art brut aux enfants, Paris, Le Baron perché, 2014, 80 p.
- Préface à Philippe Hérard, Un jour, un carton. 17 mars-11 mai 2020, éditions Omniscience, 2020.
- Introduction aux Contes de Perrault illustrés par l'art brut, Paris, éditions Diane de Selliers, 2020.
- Préface à Josef Karl Rädler, La Clé des champs, catalogue d'exposition, Paris, Galerie Christian Berst, 2022.

### Livres d'art Jeunesse
- La Mode, Paris, Autrement-Jeunesse, 2008[17],[18], 64 p.
- Jean Dubuffet, le grand bazar de l'art, Paris, Palette, 2008, 28 p.
- L'Art brut, l'art sans le savoir, Paris, Palette, 2009[19], 29 p.
- Fernand Léger, la parade des couleurs, Paris, Palette, 2009[20], 28 p.
- Art contemporain, avec Christian Demilly, Paris, Palette, 2009[21],[22],[23], 96 p.
- Hyperréalisme, quand l'art dépasse la réalité, Paris, Palette, 2010, 30 p.
- La boîte de l'art, avec Caroline Larroche, Marabout, 2011.
- Design, Paris, Palette, 2011[24],[25], 96 p.
- Lumière! La lumière dans l'art contemporain, Paris, Palette, 2015, 88 p[26].
- La Vie en design, illustré par Stéphane Kiehl, Paris, Actes Sud Junior, 2015, 69 p. Pépite du livre 2015[27], Catégorie livre d'art/ documentaire (Salon du livre et de la presse jeunesse de Montreuil)[28]
- La Vie en typo, illustré par Stéphane Kiehl, Paris, Actes Sud Junior, 2016, 72 p[29]. Sélectionné au Festival du livre d'art et du film de Perpignan.https://www.filaf.com/
- La Vie en couleurs, illustré par Stéphane Kiehl, Paris, Actes Sud Junior, 2017, 70 p. Prix de l'Académie de la Couleur 2019. Sélectionné au Festival du livre d'art et du film de Perpignan.https://www.filaf.com/
- Dubuffet, artiste et collectionneur d'art brut, Paris, Seuil jeunesse, 2020, 64 p[30],[31].

### Ouvrages collectifs
- 10 ans d'action artistique avec la revue Cassandre: 1995-2005, Paris, Cassandre-Horschamp, L'Amandier, 2006, 269 p.
- Les Hors-champs de l'art. Prisons, psychiatrie, quelles actions artistiques?, Paris, Cassandre-Horschamp, Noÿs, 2007, 280 p.
- L'art brut n'est pas l'art des fous, Actes 1. Séminaire sur l'art brut, sous la direction de Barbara Safarova, ABCD/Collège international de philosophie, Paris, 2012, 160 p.
- Le Territoire littéraire du Havre dans la première moitié du XXe siècle, suivi de Raymond Queneau Portrait littéraire du Havre, édité par Sonia Anton, Presses universitaires de Rouen et du Havre, 2013, 248 p.
- Des jardins imaginaires au jardin habité. Des créateurs au fil des saisons. Hommage à Caroline Bourbonnais, Dicy, La Fabuloserie, 2015, 141 p.
- L'Art brut. Actualités et enjeux critiques, actes du colloque international à l'Université de Lausanne, sous la direction de Vincent Capt, de Sarah Lombardi et de Jérôme Meizoz, Lausanne, Collection de l'Art Brut/Antipodes, 2017, 216 p.
- Je vous remercie de me l'avoir posée, (questions à JJ Tachdjian), collectif,La chienne Édith, 2018.
- L'Utopie de l'art. Mélanges offerts à Gérard Dessons, Paris, éditions Classiques Garnier, 2020, 704 p.
- L'Imagier singulier de François Jauvion, Paris, Le Livre d'art, 2020, 150 p.

### Traductions
- Michael Bird, Une histoire de l'art expliquée à tous, Paris, La Martinière, 2016, 336 p.
- Jarom Vogel, Chevaux, Paris, La Martinière, 2016, 45 p.
- David Hockney & Martin Gayford, Une histoire des images pour les enfants, Paris, Le Seuil, 2018, 128 p.
- Discours d'Emmeline Pankhurst, de Sojourner Truth et de Naomi Walder, in Céline Delavaux, La Voix des femmes. Ces grands discours qui ont changé l'histoire, Paris, La Martinière, 2019, 192 p.
- Laura Callaghan & Catherine Ingram, A la recherche de Frida Kahlo, Paris, éditions du Centre Pompidou, 2021, 40 p.
- Alice Harman, Les Chercheurs d'art, Paris, éditions du Centre Pompidou, 2021, 95 p.
- Emily Hawkins, La Fantastique Aventure des montagnes gelées, Paris, La Martinière jeunesse, 2021, 63 p.

### Articles et entretiens
- L'écrit de peintre, la spécificité contre la vérité, Cahiers du CEDEL, UQAM (Université du Québec à Montréal), avril 2001.
- Collaboratrice de la revue Cassandre depuis 2003.
- Collaboratrice de la revue Dada de 2008 à 2011.
- Collaboratrice du site Paris-Art en 2010.
- Collaboratrice de la revue Pulp en 2013.
- Art brut 2012 : émulation ou prolifération, avec Baptiste Brun et Vincent Capt, Osservatorio Outsider Art, no 4, mars 2012[32]. Publié en français sur le blog du CrAB[33].
- Les contours d'un archipel. L'art brut au Japon, Actes du musée No-Ma, Shiga, Japon, 2012.
- Éditions Palette... Rencontre avec Didier Baraud, Céline Delavaux et Christian Demilly. Manuela Barcilon et Annick Lorant-Jolly, Revue des livres pour enfants, Paris, La Joie par les livres, no 272, septembre 2013.
- Collaboratrice du magazine Télérama depuis 2018.
- Collaboratrice de Grande Galerie. Le Journal du Louvre depuis 2019.

## Expositions
- Commissaire, avec Déborah Couette, de l'exposition Il était une fois l'art brut... Fictions des origines de l'art, Bruxelles, Art & Marges Musée, 2014.
- Texte du parcours audio réalisé par Jean-Claude Taki pour l'exposition UAM. Une aventure moderne, Paris, Centre Pompidou, mai-août 2018.
- Texte du parcours audio réalisé par Jean-Claude Taki pour les expositions "Une saison roumaine au Centre Pompidou", Paris, novembre 2018-mai 2019.
- Texte du podcast de l’exposition Préhistoire : une énigme moderne, Centre Pompidou, 2019.https://www.centrepompidou.fr/lib/Podcasts/Les-visites-du-Centre-Pompidou
- Texte du podcast de l’exposition Dora Maar, Centre Pompidou, 2019.https://www.centrepompidou.fr/lib/Podcasts/Les-visites-du-Centre-Pompidou
- Textes sur les artistes "bruts" de la galerie du Moineau écarlate. https://www.artbrut.me/

## Prix et distinctions
- Pépite du livre 2015[27], Catégorie livre d'art/documentaire (Salon du livre et de la presse jeunesse de Montreuil) pour La Vie en design, illustré par Stéphane Kiehl.
- Prix du Palais littéraire et musical 2017 décerné par l'Ordre des avocats de la Cour de Paris pour Les Procès de l'art. Petites histoires de l'art et grandes affaires de droit, co-écrit avec Marie-Hélène Vignes.
- Prix de l'Académie de la Couleur 2019 pour La Vie en couleurs, illustré par Stéphane Kiehl.